# Vladimir Stanković
Mons. Vladimir Stanković (Kutina, 24. veljače 1930. − Zagreb, 11. srpnja 2015.), hrvatski katolički svećenik, monsinjor, dugogodišnji generalni vikar Zagrebačke nadbiskupije, visoki crkveni dužnosnik i kanonik.

## Životopis
Rođen je u Kutini 24. veljače 1930. Bio je bliski suradnik zagrebačkim nadbiskupima i kardinalima Franji Šeperu, Franji Kuhariću i Josipu Bozaniću, a tri desetljeća bio je i ravnatelj dušobrižništva za Hrvate u inozemstvu. U najtežim danima Domovinskog rata bio je ravnatelj Hrvatskog Caritasa. Objavio je više knjiga i brojne članke, donoseći i prve vijesti s Drugoga vatikanskog koncila.
Službovao je kao kapelan od 1957. godine u župi Uzvišenja sv. Križa u Sisku, a u tom gradu 1961. godine imenovan je župnikom novoutemeljene župe Pohoda BDM. Od 1963. do 1968. bio je nadbiskupski tajnik. U Rimu je pratio nadbiskupa Šepera na Drugome vatikanskom saboru. Bio je i član Uprave-direktorija vjerskih novina Glas Koncila. Godinu dana obnašao je službu župnika župe sv. Blaža u Zagrebu. Od 1969. do 1999. ravnatelj je dušobrižništva za Hrvate u inozemstvu, a u isto vrijeme je i tajnik i voditelj Ureda Vijeća Biskupske Konferenceije za hrvatsku migraciju. 
U tom razdoblju osnovao je 110 novih misija za hrvatske iseljenike diljem svijeta, najviše u europskim zemljama.
Od 1970. do 1975. bio je član Vatikanskoga ureda "Consilium superius pro migrationibus". Papa Pavao VI. dodijelio mu je 1973. godine naslov monsinjora.
Mons. Stanković bio je predstavnik BKJ pri Međunarodnoj komisiji za migracije u Ženevi od 1975. do 1989., a od te godine sljedećih deset godina bio je "Ecclesiastical assistant" pri ICMC u Ženevi, na što ga je imenovao Državno tajništvo Svete Stolice. Na Katoličkom bogoslovnom fakultetu u Zagrebu bio je predavač (1989. – 2000.) u predmetu "Theologia pastoralis migrantium". Kanonikom magistrom Prvostolnoga kaptola zagrebačkog imenovan je 21. travnja 1988. Bio je i predsjednik Središnjeg odbora Caritasa BKJ (1989. – 1993.), predsjednik Hrvatskog Caritasa (1993. – 1998.), član Upravnog vijeća izdavačke kuće Kršćanska sadašnjost (1994. – 2011.), član Upravnog vijeća dječjeg vrtića "Sunce" u Đulovcu (1995. – 2005.), član Upravnog vijeća Klinike za infektivne bolesti "Dr. Fran Mihaljević" u Zagrebu (1993. – 2000.), predsjednik Upravnog vijeća "Ljekarne Diakonia" Hrvatskog Caritasa, član Upravnog vijeća Hrvatskog Caritasa, generalni vikar Zagrebačke nadbiskupije i moderator Nadbiskupskoga duhovnog stola (1998. – 2006.), predsjednik Odbora za gradnju Katoličkoga bogoslovnog fakulteta u Zagrebu (1998. – 2005.), predsjednik Odbora Zagrebačke nadbiskupije za doček pape Ivana Pavla II. (1998.), kao i član raznih upravnih tijela Zagrebačke nadbiskupije: Zbora savjetnika, Prezbiterskog vijeća, Ekonomskog vijeća, Povjerenstva za kulturna dobra, Odbora za sakralnu umjetnost, Odbora za obnovu katedrale, Odbora Doma sv. Josipa (1998. – 2006.).
Kanonikom kustosom Prvostolnog kaptola zagrebačkog imenovan je 12. prosinca 2005. Godine 2006. imenovan je sucem u kauzi beatifikacije službenice Božje Marice Stanković, a 2007. voditeljem Ureda za vezu s rimskom postulaturom u kauzi Bonifacija Pavletića o kojemu je objavio knjige. Zadarski nadbiskup Ivan Prenđa imenovao ga je generalnim tajnikom hrvatskoga ogranka Svjetske konferencije religije za mir.
Predsjednik Republike Hrvatske Franjo Tuđman odlikovao ga je 1996. godine Redom Danice hrvatske s likom Katarine Zrinske. Papa Ivan Pavao II. dodjeljuje mu 19. studenoga 1999. odličje Pro Ecclesia et Pontifice. Godine 2008. primio je Nagradu za životno djelo Grada Kutine.
Kroz gotovo trideset godina (1970. – 1999.) pratio kardinala Franju Kuharića na pastirskim pohodima hrvatskim iseljenicima u SAD i Kanadi, Australiji, u Južnoj Africi, te Novom Zelandu i zemljama Južne Amerike. 
Za njegova upravljanja Hrvatskom inozemnom pastvom osnovano je u cijelom iseljeništvu 
Za svoje studente predmeta o pastoralu selilaštva izdao je više prevedenih knjiga s područja pastorala selilaca, a najvažnije mu je djelo enciklopedijskog izdanja zbornika "Katolička Crkva i Hrvati izvan domovine". Nakon smrti kardinala Kuharića objavio je petoknjižje "Kardinal Kuharić u hrvatskom iseljeništvu" koje prati zagrebačkog nadbiskupa po svim kontinentima. Na stotine članaka i reportaža o Hrvatima izvan domovine objavio je u Glasu Koncila, Kani i drugim vjerskim listovima.
Jedan je i od utemeljitelja Zaklade za stipendiranje studenata Sisačke biskupije koja nosi ime sluge Božjeg Ivana Bonifacija Pavletića.
Umro je 11. srpnja 2015. u 86. godini života i 60. godini svećeništva u Svećeničkom domu sv. Josipa u Zagrebu.

## Vanjske poveznice
- Vladimir Stanković: Propovijed mons. Vladimira Stankovića - Advent Drinskih mučenica (za vrijeme svete mise u zagrebačkoj katedrali, 15. prosinca 2007.), Hrvatsko kulturno vijeće